# Kickflip

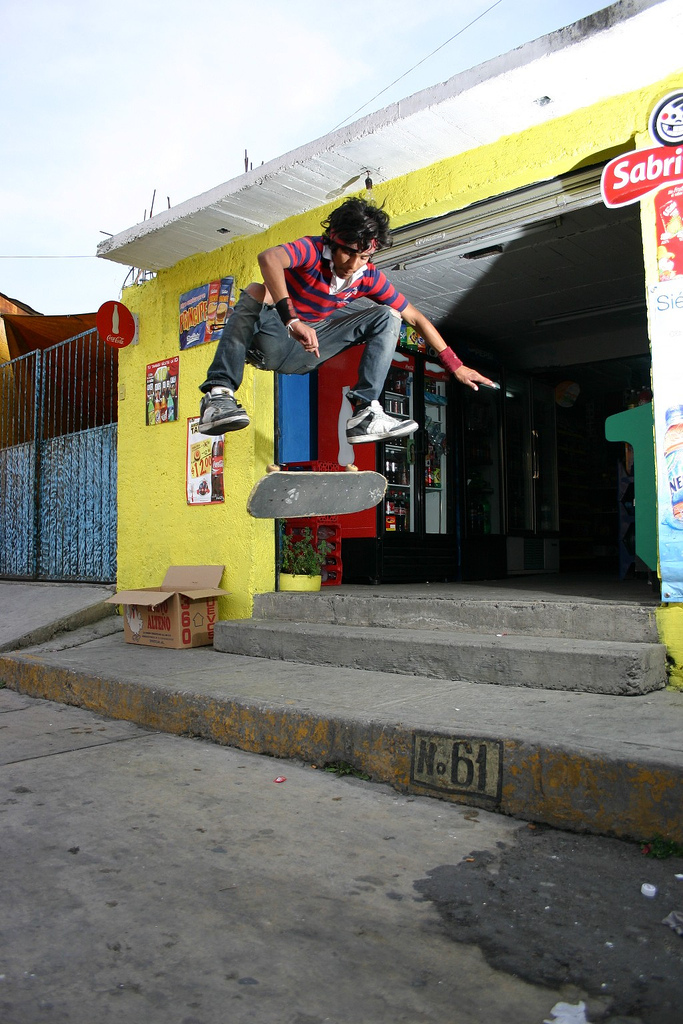
Kickflip

Kickflip är ett så kallat basic-trick inom skateboard. Kickflip uppfanns av Rodney Mullen och kallades först "Magic flip". Kickflip är som namnet antyder en rotation, en "spin" av skateboarden. Rotationsrörelsen skapas av en "kick" som åkaren utför med framfoten, därav namnet kickflip. Rotationen sker runt kortsidan av skateboarden, så i praktiken är kickflip en manöver då brädan för ett ögonblick befinner sig upp och ner under, för att sedan rotera tillbaka till ursprungsläget.
Det finns flera variationer på kickflip, till exempel: 
- Frontside flip en frontside 180 + en kickflip.
- Backside flip en backside 180 + en kickflip.
- Frontside heelflip Frontside heelflip är en frontside flip fast med heelflip istället, heelflip med kroppen som följer åt samma håll.
- Backside heelflip Heelflip med en bakside 180.
- 360 kickflip Skateboarden snurrar 360 grader horisontellt samtidigt som den gör en kickflip.
- Varial kickflip Skateboarden snurrar 180 grader horisontellt backside samtidigt som den gör en kickflip.
- Varial heelflip Varial heelflip ska flipas åt andra hållet, alltså frontside, och den ska även rotera åt andra hållet - helt motsatt en varial kickflip.
- Hardflip en frontside varial kickflip, eller som en frontside flip utan att rotera kroppen.
- Bigspin flip en 360 flip (även kallad treflip) samtidigt som man vänder sig backside.
- Double flip en dubbel kickflip, d.v.s brädan roterar två varv.
- Triple kickflip samma som kickflip, fast brädan snurrar tre varv.
- Quadruple kickflip en kickflip där skateboarden snurrar fyra varv.

## Historia
Kickflipens grundare är Rodney Mullen han uppfann tricket år 1983 och kallade tricket först för "Magic Flip".
Förr i tiden så kallades kickflip för ollie kickflip, men förkortas numera av new school-åkare som kickflip. 
Den så kallade Old-school kickflipen går ut på att man hoppar av brädan i farten (utan ollien) och flippar runt den med hjälp av fötterna (foten) som placeras under brädan för att sedan landa på brädan igen.
Kickflip anses vara ett av de mest frustrerande tricken att lära sig på en skateboard. Trots detta är kickflip bland de första tricken skateboardåkare brukar lära sig.

## Övrigt
Sverigerekordet i flest Kickflips utförda efter varandra, 640 st, innehas av Klas Andersson från Uddevalla, men världsrekordet ligger på hela 1200. 